# Izrael (gramatyk)
Izrael (zm. ok. 970) – średniowieczny duchowny i uczony.
Niewiele wiadomo na temat jego życiorysu, nieznane są jego dokładne pochodzenie i rok urodzenia, zaś samo imię Izrael było bardzo rzadkie w średniowieczu. Prawdopodobnie był Bretończykiem. Po opuszczeniu ojczyzny na skutek niepokojów wewnętrznych około 930 roku udał się najprawdopodobniej na dwór króla angielskiego Athelstana, gdzie przebywał przez kilka lat. W późniejszym okresie został biskupem nieokreślonej bliżej diecezji; tylko jedno źródło odnotowuje pod rokiem 950 jakiegoś Izraela jako biskupa Aix. W 947 roku brał udział w synodzie w Verdun, co poświadczają kronikarze Flodoard z Reims i Richer z Saint-Remi. Nekrologi kilku klasztorów niemieckich odnotowały datę jego śmierci 26 (lub 24) kwietnia, jednak bez podania dokładnego roku. Z analizy informacji można jednak wywnioskować, że zmarł przed 970 rokiem.
Izrael należał do najlepiej wykształconych ludzi swoich czasów, znał bowiem grekę. Zgodnie z informacją zawartą w Grammaticorum mnicha Gautberta pobierał nauki u Ambrożego, przyjaciela biskupa Attona z Verceil. Sam był nauczycielem Brunona, późniejszego biskupa kolońskiego. W licznych kodeksach zachowały się marginalne glosy autorstwa Izraela, dotyczące m.in. zagadnień gramatycznych i filozoficznych. Glosował m.in. Isagoge Porfiriusza. Zachował się także jego 65-wierszowy poemat łaciński, dedykowany arcybiskupowi trewirskiemu Ratbertowi (931-956).